# ミブリー&テブリー
『ミブリー&テブリー』は、セガより2008年2月21日に発売されたWii用ゲームソフト。
本作は海賊に奪われた秘宝マサムネを取り戻すため、ミブリーとテブリーがハテナの海の島々を巡る内容である。ムービーの出演者がコスプレをした外人であったり、BGMの歌詞もシュールなものになっている。
各島にはクロスワードパズルのようなマスが出現（最初は縦横一列ずつ）、ムービーから連想したキーワードを埋めていくことで新たなマスが出現しゴールを目指す。間違えるとハート（各ステージの初期設定は3つ）が一つ減り、ハートが0になるとゲームオーバー。マスによっては宝箱が隠されており、中身はハートが増える薬草、スーパー薬草（2つ増える）、（次の島に進める）海図、ヒント魔法などである。
ムービーはいずれも実写で、俳優によるジェスチャームービーと、クレイアニメによる粘土ムービーからなる。
ジェスチャー問題ではミブリーの魔法でヒントを得られる。魔法の使用回数は各ステージ毎に制限があるが、宝箱の中身から使用回数を1回増やす（そのステージのみ有効）こともある。
- モジモジ - ムービーを補完する白いペンによる文字またはイラスト。
- コエコエ - ムービーのヒントとなるフレーズや効果音。
- ミエミエ - キーワードをランダムに並べ替えて表示（縦横のキーワードで確定した文字はそのまま）。

## キャスト
- ミブリー：宍戸留美[1]
- テブリー：代永翼[1]
- てんぷら / 女王：エナポゥ
- ビッグマウス / ナレーション：陽季想
- マッスル玉三郎：松村幸洋
- デザイア：近藤佳奈子

## スタッフ
- キャラクターデザイン：田中秀幸
- 音楽：杉山圭一